# Hafuz Rifat Abdul Ğelil
Hafuz Rifat Abdul Ğelil (de cele mai multe ori transcris în limba română sub forma: Hafuz Rifat Abdul Gelil) a fost un lider spiritual al tătarilor din România, imam, Muftiul comunității musulmane din județul Constanța. A servit ca muftiu în perioada 1909-1914 fiind precedat de Hússein Ali Avmi și succedat de Mehmet Alí.